# دیمه شکرالله
دیمه شکرالله، روستایی از توابع بخش مرکزی شهرستان رامهرمز در استان خوزستان ایران است. این روستا با توجه به موقعیت شهرستان رامهرمز، در جنوب غربی کشور واقع شده است و آب و هوایی گرم و خشک دارد. مردم این نواحی لر زبان و اغلب از طوایف بختیاری و بهمئی هستند.

## جمعیت:
این روستا در دهستان حومه‌ غربی قرار دارد و براساس سرشماری مرکز آمار ایران در سال ۱۳۸۵، جمعیت آن ۷۳ نفر (۱۶خانوار) بوده‌است.